# Strohkranzrede
Die Strohkranzrede ist eine scherzhaft-ernste, teilweise auch zweideutige oder vulgäre öffentliche, halböffentliche oder private Ansprache. Darin wird der Verlust der Jungfräulichkeit im Besonderen und später auch der Verlust der Ehre im Allgemeinen thematisiert und aufgezeigt und mehr oder weniger positiv bzw. witzig dargestellt.

## Namensherkunft
Stroh ist ein Sammelbegriff für ausgedroschene und trockene Halme und Blätter von Pflanzen. Kranz entstammt dem althochdeutschen krenzen (umwinden) und dem mittelhochdeutschen Kranz, dessen Herkunft jedoch ungewiss ist. Die Rede selbst bezieht sich auf den Strohkranz als ein Symbol und Kennzeichen mit unterschiedlichem Begriffsinhalt (siehe unten).

## Strohkranzrede im Besonderen
Im Mittelalter und noch in der Neuzeit wurde der Braut unter Umständen an ihrem zweiten Hochzeitstag, nach der Hochzeitsnacht, die Strohkranzrede gehalten. Dabei wurde zuvor ein Strohkranz im Rahmen einer Scherzprozession von Junggesellen und Jungfern überreicht bzw. zu überreichen und aufzusetzen versucht, den diese aber ablehnte.  Die Strohkranzrede wurde von einem Bekannten oder Freund des Bräutigams gehalten und teilweise als zweideutig bzw. als vulgär angesehen und abgelehnt, wobei dies unter Umständen auch gewollt war (siehe auch: Zote).
Eine verwandte Form der Ansprache der Braut ist das Brautlied/-gedicht Epithalamium in der Antike, dass jedoch mit der Strohkranzrede keinen direkten Zusammenhang hat und auch vor der Hochzeitsnacht gehalten wurde (siehe jedoch: Fescenninische Verse). Nach Apollinaris Sidonius sei die Form des Brautliedes/-gedichtes auch in Franken, als barbaricus hymen, üblich gewesen.

## Strohkranzrede im Allgemeinen
In weiterer Folge wurde der Strohkranz auch ein Zeichen des Tadels, der Schande und Entehrung im Allgemeinen und die damit verbundene Strohkranzrede erhielt eine weitere Bedeutung, um Menschen dem Spott auszusetzen. Im Laufe der Jahrhunderte wurde so die Strohkranzrede in die Rhetoriktheorie übernommen.
Goethe selbst soll am Lustspiel Die deutschen Kleinstädter von August von Kotzebue, das in Weimar am Theater aufgeführt werden sollte und sich mit der kleinbürgerlichen Welt beschäftigte, Änderungen vorgenommen haben, um die Schärfe herauszunehmen. Dabei wurde von ihm unter anderem die Passage von Kotzebue:

„Warte nur, eine Ehrenpforte will ich Dir schreiben, ein Kunstwerk …“

in

„Warte nur! Eine Strohkranzrede sollst Du haben. Ja, sogleich will ich mich darauf vorbereiten. Eine Strohkranzrede ist eine schöne Gelegenheit, der ganzen Gesellschaft etwas abzugeben. Sie können sich sämmtlich in Acht nehmen!“

abgeändert. Aus diesem Zitat der Änderung von Goethe im Stück von Kotzebue ist ersichtlich, dass die Strohkranzrede damals bereits einen weiteren Bedeutungsinhalt hatte.
Siehe für eine weitere Bedeutung des Strohkranzes auch: Menhir von Kaltenwestheim.